# Sonia Malavisi
Sonia Malavisi (Roma, 31 ottobre 1994) è un'astista italiana, bronzo agli Europei juniores di Rieti 2013.
Ha vinto due volte il titolo di campionessa italiana assoluta (una volta indoor e una outdoor), dopo aver conquistato quattro titoli giovanili; detiene inoltre il record italiano juniores.

## Biografia
Nel 2012 salta l'intera stagione nazionale indoor, gareggiando soltanto ai campionati italiani juniores dove ottiene la medaglia d'argento.
Esordisce in una rassegna internazionale in occasione dei Mondiali juniores a Barcellona (Spagna) terminando al 13º posto.
Nel 2013 vince il bronzo agli assoluti indoor, l'argento agli juniores indoor, l'oro agli italiani juniores e raggiunge la finale degli assoluti (dove non supera la misura d'ingresso). Il 15 novembre dello stesso anno entra a far parte delle Fiamme Gialle.
Nella stagione indoor 2014 conquista il titolo italiano promesse ed il secondo posto ai campionati italiani assoluti. Vince la medaglia di bronzo agli assoluti e l'oro ai Campionati del Mediterraneo under 23 ad Aubagne in Francia. Si classifica al settimo posto agli Europei a squadre a Braunschweig in Germania, ma non riesce a qualificarsi per la finale degli Europei di Zurigo in Svizzera chiudendo 17ª in graduatoria.
Nel 2015 è quarta agli assoluti indoor, mentre agli italiani promesse non supera la misura d'ingresso. Partecipa agli Europei under 23 di Tallinn in Estonia concludendo all'11º posto e agli Europei a squadre di Čeboksary (Russia), terminando all'ultimo posto in classifica. Nel mese di luglio nello Stadio Primo Nebiolo di Torino vince il suo primo titolo italiano assoluto.
Il 6 febbraio del 2016 vince ad Ancona il titolo italiano promesse indoor ed il 6 marzo il titolo assoluto indoor. Il 17 maggio, al 6º meeting internazionale di Castiglione della Pescaia (GR), si migliora ancora superando la quota di 4,50 m e diventando la seconda italiana di sempre all'aperto nella specialità (a 10 centimetri dal record tricolore outdoor di Anna Giordano Bruno). Stabilisce inoltre la migliore prestazione nazionale under 23.
Il 26 giugno a Rieti si laurea campionessa italiana assoluta all'aperto, con la misura di 4,45 m e il 16 agosto 2016 gareggia ai Giochi olimpici di Rio de Janeiro, classificandosi 21ª saltando 4,45 m.
Dal 2018 si trasferisce a Cuba per allenarsi con Alexandre Navas Páez, allenatore dell'ex campionessa mondiale Yarisley Silva. Il 17 febbraio 2019, ad Ancona, vince il titolo italiano assoluto indoor a quota 4,50 m, diventando la terza italiana di sempre al coperto.

## Record nazionali

### Juniores
- Salto con l'asta: 4,42 m ( Rieti, 5 luglio 2013)[2]

## Progressione

### Salto con l'asta

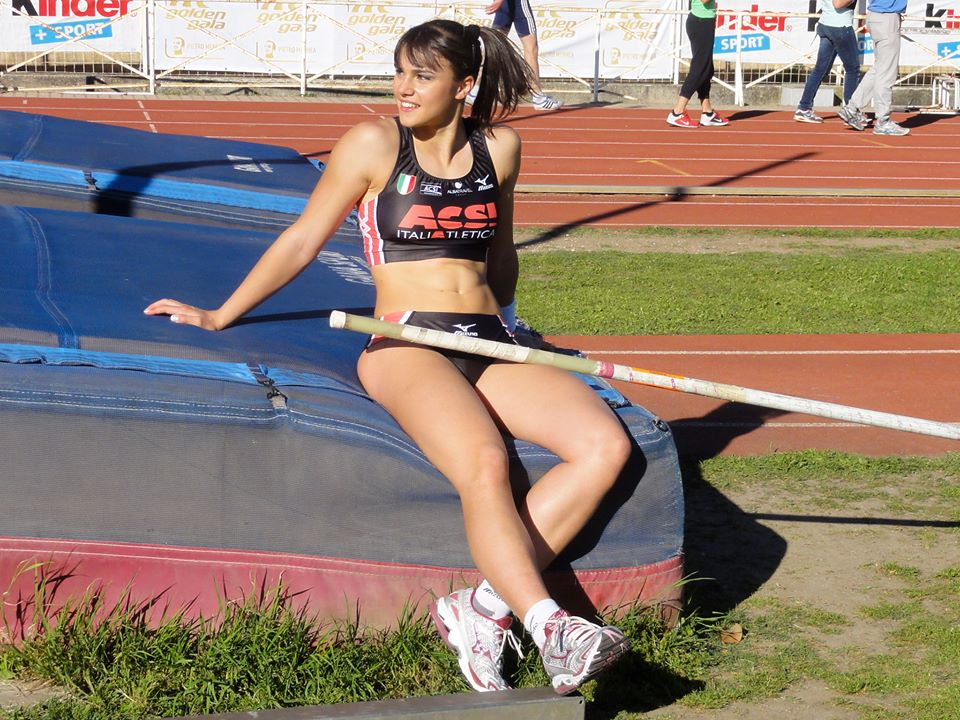
Sonia Malavisi nel 2013 con la divisa da gara dell'ACSI Italia Atletica

| Stagione | Misura | Luogo      | Data      | Rank. Mond. |
| -------- | ------ | ---------- | --------- | ----------- |
| 2018     | 4,36 m | Atene      | 22-6-2018 |             |
| 2017     | 4,40 m | Rieti      | 21-5-2017 |             |
| 2016     | 4,51 m | Padova     | 17-7-2016 |             |
| 2015     | 4,40 m | Rieti      | 28-6-2015 |             |
| 2014     | 4,35 m | Rieti      | 29-6-2014 |             |
| 2013     | 4,42 m | Rieti      | 5-7-2013  | 50ª         |
| 2012     | 4,05 m | Barcellona | 12-7-2012 | 232ª        |
| 2011     | 3,80 m | Rieti      | 1-10-2011 |             |
| 2010     | 3,30 m | Rieti      | 12-9-2010 |             |

### Salto con l'asta indoor

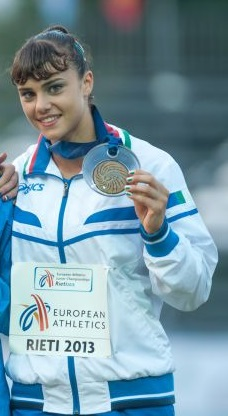
Sonia Malavisi nel 2013

| Stagione | Misura | Luogo   | Data      | Rank. Mond. |
| -------- | ------ | ------- | --------- | ----------- |
| 2019     | 4,50 m | Ancona  | 17-2-2019 |             |
| 2017     | 4,04 m | Orléans | 14-1-2017 |             |
| 2016     | 4,40 m | Ancona  | 06-2-2016 |             |
| 2015     | 4,10 m | Digione | 24-1-2015 |             |
| 2014     | 4,32 m | Dresda  | 31-1-2014 |             |
| 2013     | 4,20 m | Ancona  | 17-2-2013 |             |
| 2011     | 3,40 m | Ancona  | 13-2-2011 |             |

## Palmarès
| Anno | Manifestazione    | Sede           | Evento           | Risultato | Prestazione | Note  |
| ---- | ----------------- | -------------- | ---------------- | --------- | ----------- | ----- |
| 2012 | Mondiali juniores | Barcellona     | Salto con l'asta | 13ª (q)   | 4,05 m      | [ 3 ] |
| 2013 | Europei juniores  | Rieti          | Salto con l'asta | Bronzo    | 4,20 m      | [ 4 ] |
| 2014 | Mediterranei U23  | Aubagne        | Salto con l'asta | Oro       | 4,06 m      | [ 5 ] |
| 2014 | Europei           | Zurigo         | Salto con l'asta | 17ª (q)   | 4,25 m      | [ 6 ] |
| 2015 | Europei under 23  | Tallinn        | Salto con l'asta | 11ª       | 4,05 m      | [ 7 ] |
| 2016 | Europei           | Amsterdam      | Salto con l'asta | 20ª (q)   | 4,20 m      |       |
| 2016 | Giochi olimpici   | Rio de Janeiro | Salto con l'asta | 21ª (q)   | 4,45 m      |       |
| 2017 | Universiadi       | Taipei         | Salto con l'asta | 13ª (q)   | 3,80 m      |       |
| 2019 | Europei indoor    | Glasgow        | Salto con l'asta | 9ª (q)    | 4,50 m      | =     |
| 2019 | Universiadi       | Napoli         | Salto con l'asta | 7ª        | 4,31 m      |       |
| 2024 | Europei           | Roma           | Salto con l'asta | 13ª (q)   | 4,40 m      |       |

## Campionati nazionali
- 2 volte campionessa nazionale assoluta del salto con l'asta (2015, 2016)
- 1 volta campionessa nazionale assoluta indoor del salto con l'asta (2019)
- 2 volte campionessa nazionale promesse indoor del salto con l'asta (2014, 2016)
- 1 volta campionessa nazionale juniores del salto con l'asta (2013)
- 1 volta campionessa nazionale allieve del salto con l'asta (2011)

2010
- 8ª ai campionati italiani allievi e allieve (Rieti), salto con l'asta - 3,20 m[8]

2011
- Bronzo ai campionati italiani allievi-juniores-promesse indoor (Ancona), salto con l'asta - 3,40 m[9]
- Oro ai campionati italiani allievi e allieve (Rieti), salto con l'asta - 3,80 m[10]

2012
- Argento ai campionati italiani juniores e promesse (Misano Adriatico), salto con l'asta - 3,95 m[11]

2013
- Bronzo ai campionati italiani assoluti e promesse indoor (Ancona), salto con l'asta - 4,20 m[12]
- Argento ai campionati italiani allievi e juniores indoor (Ancona), salto con l'asta - 3,90 m[13]
- Oro ai campionati italiani juniores e promesse (Rieti), salto con l'asta - 4,41 m[14]
- In finale ai campionati italiani assoluti (Milano), salto con l'asta - nm[15]

2014
- Oro ai campionati italiani juniores e promesse indoor (Ancona), salto con l'asta - 4,25 m[16]
- Argento ai campionati italiani assoluti indoor (Ancona), salto con l'asta - 4,25 m[17]
- Bronzo ai campionati italiani assoluti (Rovereto), salto con l'asta - 4,15 m[18]

2015
- 4ª ai campionati italiani assoluti indoor (Padova), salto con l'asta - 4,00 m[19]
- In finale ai campionati italiani juniores e promesse (Rieti), salto con l'asta - nm[20]
- Oro ai campionati italiani assoluti (Torino), salto con l'asta - 4,30 m[21]

2016
- Oro ai campionati italiani juniores e promesse indoor (Ancona), salto con l'asta - 4,40 m[22]

2019
- Oro ai campionati italiani assoluti indoor (Ancona), salto con l'asta - 4,50 m[23]

2020
- Bronzo ai campionati italiani assoluti, salto con l'asta - 4,20 m
- Argento ai campionati italiani assoluti, salto con l'asta - 4,20 m

2021
- Bronzo ai campionati italiani assoluti, salto con l'asta - 4,30 m
- 7ª ai campionati italiani assoluti indoor, salto con l'asta - 4,00 m

2023
- 8ª ai campionati italiani assoluti, salto con l'asta - 4,15 m
- 4ª ai campionati italiani assoluti indoor, salto con l'asta - 4,32 m

2024
- Argento ai campionati italiani assoluti (La Spezia), salto con l'asta - 4,40 m

## Altre competizioni internazionali
2011
- Oro nella Coppa dei Campioni juniores per club ( Castellón), salto con l'asta - 3,60 m[24]

2013
- 6ª agli Europei a squadre ( Gateshead), salto con l'asta - 4,25 m[25]

2014
- 7ª agli Europei a squadre ( Braunschweig), salto con l'asta - 4,15 m[26]

2015
- In finale agli Europei a squadre ( Čeboksary), salto con l'asta - nm[27]